# 시마네현 서부 지진
시마네현 서부 지진(일본어: 島根県西部地震)은 2018년 4월 9일 오전 1시 32분경 일본 시마네현 서부에서 일어난 지진이다. 일본 기상청 규모 기준 규모 Mj 6.1이며, 진원 깊이는 12km이다. 처음엔 규모 M5.8로 발표했으나 이후 M6.1로 상향하였다. 일본 시마네현 오다시에서 최대 진도 5강을 관측했다. 시마네현에서 진도 5강을 느낀 것은 2000년의 돗토리현 서부 지진 이후 처음이다. 또한 대한민국 부산광역시 지역에서도 지진의 진동을 느꼈다.

## 지진 매커니즘
일본 시마네현은 일본 내에서도 지진이 거의 일어나지 않는 지역이다. 2011년 일어난 도호쿠 지방 태평양 해역 지진 이후 산인 지방의 동해 근방 지역은 1년에 5-6mm 정도 세토 내해 동쪽으로 움직이고 있으며 대륙판 내에서 변형이 집중되는 구역이다.
본진 진원기구 분석 결과, 서북서-동북동 압력축의 횡단층이 북북서-남남동 방향으로 이동하며 생긴 수평변환단층형 지진인 것으로 추정된다. 4월 지진이 일어난 진앙 부근에는 활단층의 존재가 확인되지 않았으나, 과거에 규모 M5급의 지진이 수 차례 발생하던 곳이었다. 진앙 부근에서 일어났던 주요 지진으로는 1930년 12월 20일 일어났던 규모 M6.1 지진, 1978년 6월 4일 일어났던 규모 M6.1 지진이 있었다. 시마네현 서부에서는 1963년 M5급의 지진이 수 차례 잇다라 일어난 적이 있었다.
일본 기상청은 지진을 감지한 지 5.9초 후인 1시 32분 40.2초에 시마네현 동부, 서부, 히로시마현 북부, 남서부, 돗토리현 서부에 긴급지진속보(경보)를 발령하였다.

## 각지의 진도
일본 내에서 일본 기상청 진도 계급 4 이상의 흔들림을 관측한 곳은 다음과 같다.
| 진도 | 도도부현   | 시정촌                                                       |
| ---- | ---------- | ------------------------------------------------------------ |
| 5강  | 시마네현   | 오다시                                                       |
| 5약  | 시마네현   | 이즈모시 운난시 가와모토정 미사토정                          |
| 4    | 시마네현   | 마쓰에시 이난정 오쿠이즈모정 하마다시 마스다시 고쓰시 오난정 |
| 4    | 돗토리현   | 요나고시 사카이미나토시 히노정                               |
| 4    | 오카야마현 | 구라시키시                                                   |
| 4    | 히로시마현 | 미요시시 아키타카타시 진세키코겐정                           |
| 4    | 에히메현   | 이마바리시 가미지마정                                        |

일본 기상청의 진도 추정 분포도에 따르면, 시마네현 오다시 시내 일부 지역에선 진도 6약에 해당하는 진동이 있었던 것으로 추정된다. 또한 시마네현 동부에서 장주기 지진동 계급2를 관측하였으며, 돗토리현 서부에서 장주기 지진동 계급1을 관측하였다.

## 여진 활동
지진 발생후 여진이 수 차례 일어났는데, 9일 오후 2시경엔 최대진도 1 이상의 유감지진이 26차례 발생했다. 이중 진도4 이상 지진은 4번, 진도3 정도의 지진은 3번 있었다.
일본 기상청 진도 계급 3 이상 또는 규모 M4.0 이상의 여진 목록은 다음과 같다.
| 발생일시 (JST) | 진원 깊이 | 일본 기상청 규모 (Mj, JMA) | 최대 진도 | 출처                              |
| -------------- | --------- | -------------------------- | --------- | --------------------------------- |
| 4월 9일 01:43  | 10km      | 4.5                        | 4         | # 보관됨 2018-09-25 - 웨이백 머신 |
| 4월 9일 01:56  | 10km      | 4.8                        | 4         | # 보관됨 2018-09-25 - 웨이백 머신 |
| 4월 9일 02:03  | 10km      | 4.2                        | 3         | # 보관됨 2018-09-25 - 웨이백 머신 |
| 4월 9일 02:10  | 10km      | 4.9                        | 4         | # 보관됨 2018-06-21 - 웨이백 머신 |
| 4월 9일 02:30  | 9km       | 4.0                        | 3         | # 보관됨 2018-09-25 - 웨이백 머신 |
| 4월 9일 05:05  | 9km       | 4.6                        | 4         | # 보관됨 2018-09-25 - 웨이백 머신 |
| 4월 23일 01:01 | 11km      | 4.1                        | 3         | # 보관됨 2018-09-25 - 웨이백 머신 |

## 피해
이 지진으로 9명이 부상을 입었다. 또한, 건물 1,397채가 지진으로 손상을 입었다. 이중 오다시에서만 945채가 손상을 입었다. 지진으로 수력발전소도 타격을 입어 오다시 내 50개 가구가 일시 정전되었으며 1,100가구가 일시 단수되었다. 마쓰에 시립병원에서도 지진으로 물탱크에 균열이 생겨 단수되는 피해를 입었다. 시마네현 측에서는 단수 지역의 긴급 급수 지원을 위해 일본 자위대 파견을 요청하였다.
세계유산 중 하나인 이와미 은광 내의 사히메야마 신사 등 12곳에서 돌담이 무너지는 피해를 입었다. 9일 지진 직후 임시 폐쇄되었던 이와미 은광은 안전 조사를 거친 이후 20일 다시 재개장하였다. 또한 오다시의 칸나 신사의 토리가 무너지는 피해를 입었다. 돗토리현에서는 공민관 2채와 양로원 3채가 벽에 금이 가거나 일부 무너지는 피해를 입었다.
산인 본선 서부 니시이즈모역-마스다역 구간이 일시적으로 폐쇄되기도 하였다. 이 구간은 같은 날 오후 5시 51분 정상적으로 운행이 재개되었다.
마쓰에 자동차도 일부 구간이 일시적으로 통행 금지되었으며, 오치군 미사토정에선 마을 도로 100m 구간이 산사태 피해를 입었다.
시마네현 마스에시에 있는 시마네 원자력 발전소는 지진으로 긴급 정지하였으나 피해를 입진 않았다.

## 반응
일본 정부는 지진 발생 직후 지진 정보 수집을 위해 총리관료위기관리센터에 정보연락실을 설치하였다. 시마네현 오다시청은 재해대책본부를 설치하고 비상대응체제에 나섰다. 시마네 현청 관계부처는 지진 발생 다음날인 10일 긴급정보연락회의를 열고 지진 피해 지역에 건물 손상 정도를 조사하기 위해 공무원을 파견하였다. 또한 시마네 현청에서 지진 피해 복구를 위해 2018년 일반회계보전예산에 2억엔을 할당하였다.
시마네 현내 28개 학교가 지진으로 임시 휴교하였고, 9일 열리는 개학식도 1-2일 연기되었다.

## 같이 보기
- 시마네현 동부 지진 (1978년)
- 돗토리 지진 (1943년)